# Thalassobathia nelsoni
Thalassobathia nelsoni — вид ошибнеподібних риб родини Bythitidae. Це морський батипелагічний вид, поширений на південному сході Тихого океану біля берегів Чилі на глибині 0-2000 м.